# Erria
Erria (en wallon : Riyâs) est un hameau de la forêt ardennaise de la commune de Lierneux dans la partie méridionale de la province de Liège en Région wallonne (Belgique). Avant la fusion des communes de 1977, Erria faisait partie de la commune de Bra.

## Situation
Ce hameau ardennais se situe au col des Villettes (altitude 435 m) le long de la route nationale 651 qui relie Manhay à Basse-Bodeux ainsi que dans une rue en cul-de-sac qui s'y raccorde. La source du Baleur, un ruisseau qui est affluent de la Salm, se trouve à l'est du hameau. Erria avoisine le village des Villettes

## Description
Dans un environnement de prairies mais proche de grands espaces boisés (de la forêt d'Ardenne), Erria se compose principalement de quelques fermettes bâties en pierre du pays (schiste) et parfois peintes en blanc. 

## Patrimoine
- À hauteur du principal carrefour, se dresse une originale petite chapelle dédiée à saint Donat. Elle est précédée d'escaliers, fermée par une croix stylisée en fer forgé et recouverte d'un toit pentu. Sur le côté ouest de l'édifice, se trouve un crucifix.